# Zeta Trianguli Australis
Zeta Trianguli Australis is een drievoudige ster met een spectraalklasse van F9.V, F6.V en G1.V. De ster bevindt zich 39,36 lichtjaar van de zon.